# Georgij Gogičaev
Georgij Šotaevič Gogičaev (in russo Гео́ргий Шота́евич Гогича́ев?; Vladikavkaz, 16 gennaio 1991) è un ex calciatore russo, di ruolo attaccante.

## Carriera

### Club
Ha giocato nella massima serie dei campionati russo, armeno e moldavo.

### Nazionale
Ha militato nelle nazionali giovanili russe Under-18 ed Under-19.